# سولومون كليفر
سولومون كليفر (بالإنجليزية: Solomon Cleaver)‏ (1855 - 1939)؛ روائي كندي.